# Xee
Xee är ett fritt bildvisningsprogram för Mac OS utvecklat av Dag Ågren.